# English Short Title Catalogue

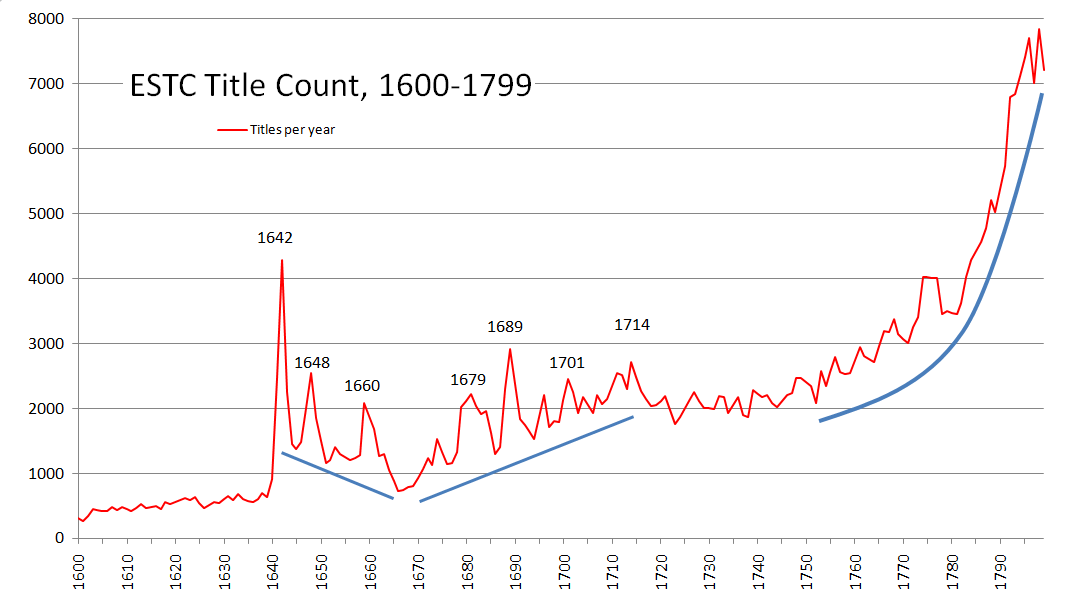
ESTC-Titelzahlen für den Zeitraum 1600–1799. Deutlich sichtbar die sprunghaften Produktionsanstiege, die mit Phasen politischer Auseinandersetzungen zusammenfallen (insbesondere der Abschaffung der Star Chamber 1641)

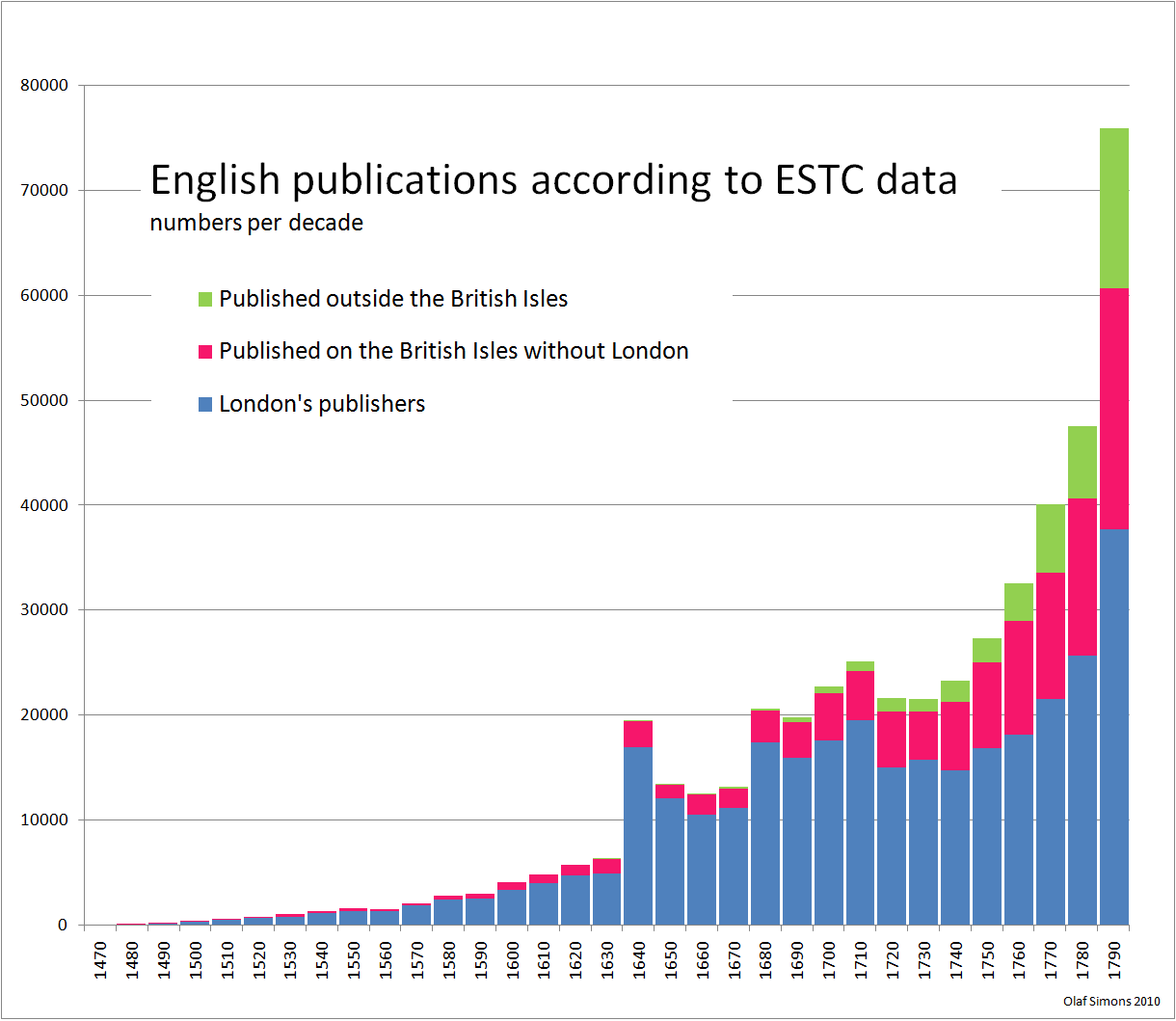
Buchproduktion 1477–1799 nach Jahrzehnt. Der steile Anstieg nach 1750 war vor allem durch die Ausweitung der Produktion über London hinaus bedingt.

Der English Short Title Catalogue, kurz ESTC, ist die elektronische Gesamtbibliographie aller eigenständigen Titel, die zwischen 1473 und 1800 in englischer Sprache und in anderen Sprachen im englischen Sprachraum gedruckt wurden. Der ESTC ist auf den Seiten der British Library frei zugänglich. 

## Datenbank
Die Online-Ressource ging im Wesentlichen – im Zwischenschritt über den „Eighteenth-Century Short Title Catalogue“ – aus einer Zusammenführung des Wing Catalogues mit dem British Library Catalogue hervor. Der ESTC erfasst Titel vom einseitigen Pamphlet bis zum mehrbändigen Buch. Periodika bleiben Gegenstand gesonderter Bibliographien. Die Suchmasken erlauben detaillierte Recherchen der Titelformulierungen, ausgewiesener Sachgruppen und der begleitenden bibliographischen Informationen zu Autoren, Verlegern, Zusammensetzung des Titels (mit Angaben zum Seitenumfang von Vorrede, Text, Register etc.). Zu den Angaben, die den einzelnen Druck identifizieren, kommen weltweite Standortnachweise (über Bibliothekssignaturen), die es erlauben, das nächste zugängliche Exemplar zu lokalisieren. Der ESTC hat 460.000 Einträge (Stand Mai 2012).
Die ESTC-Referenznummern gestatten darüber hinaus die einfache Bedienung von EEBO (Early English Books Online) und ECCO (Eighteenth Century Collections Online), den kommerziellen Datenbanken, die denselben Bestand (in der Bundesrepublik Deutschland jedem, der sich um seinen Zugang der Nationallizenz bemüht) online in Digitalisaten zugänglich macht. 
Internationale Vergleichsprojekte sind etwa das deutsche VD 17, der STCN der Niederlande sowie die internationalen Kurztitelkataloge ISTC (15. Jahrhundert) und USTC (15. und 16. Jahrhundert).